# Rajd Pneumant 1987
Rajd Pneumant 1987 (27. Pneumant Rallye 1987) – 27. edycja rajdu samochodowego Rajd Pneumant rozgrywanego we NRD. Rozgrywany był od 26 do 28 marca 1987 roku. Była to pierwsza runda Rajdowego Pucharu Pokoju i Przyjaźni w roku 1987 oraz pierwsza runda Rajdowych Mistrzostw NRD w roku 1987.

## Klasyfikacja rajdu
| Miejsce                        | Kierowca                       | Pilot                          | Samochód                       | Czas                           | Strata                         |                                |
| Klasyfikacja generalna i RPPiP | Klasyfikacja generalna i RPPiP | Klasyfikacja generalna i RPPiP | Klasyfikacja generalna i RPPiP | Klasyfikacja generalna i RPPiP | Klasyfikacja generalna i RPPiP | Klasyfikacja generalna i RPPiP |
| ------------------------------ | ------------------------------ | ------------------------------ | ------------------------------ | ------------------------------ | ------------------------------ | ------------------------------ |
| 1.                             | Nikolay Bolshikh               | Igor Bolshikh                  | Lada VAZ 2105 VFTS             | 1:56:21                        | 0.0                            |                                |
| 2.                             | Vallo Soots                    | Toomas Putmaker                | Lada VAZ 2105 VFTS             | 1:57:54                        | +1:33                          |                                |
| 3.                             | Pavel Sibera                   | Petr Gross                     | Škoda 130 LR                   | 1:58:54                        | +2:33                          |                                |
| 4.                             | Zdeněk Pipota                  | Pavel Šedivý                   | Škoda 130 LR                   | 1:59:17                        | +2:56                          |                                |
| 5.                             | Ilmar Raissar                  | Rein Talvar                    | Lada VAZ 2105 VFTS             | 1:59:28                        | +3:07                          |                                |
| 6.                             | Jan Trajbold st.               | Vladimír Zelinka               | Škoda 130 LR                   | 2:01:20                        | +4:59                          |                                |
| 7.                             | László Ranga sen.              | Mihály Dudás                   | Lada VAZ 2105 VFTS             | 2:03:40                        | +7:19                          |                                |
| 8.                             | Hans-Ulrich Sonntag            | Hans-Joachim Schulze           | Wartburg 353 W 460             | 2:07:05                        | +10:44                         |                                |
| 9.                             | Marek Sadowski                 | Krzysztof Skalski              | FSO Polonez 2000               | 2:07:06                        | +10:45                         |                                |
| 10.                            | Wolfgang Krügel                | Dieter Schenk                  | Wartburg 353 W 460             | 2:09:00                        | +12:39                         |                                |

| 1. | ZSRR           | 21223 |
| 2. | Czechosłowacja | 21571 |
| 3. | Polska         | 23192 |
| 4. | Węgry          | 23686 |
| 5. | Bułgaria       | 24207 |
| 6. | Rumunia        | 24786 |